# Über die Anzahl der Primzahlen unter einer gegebenen Grösse
Über die Anzahl der Primzahlen unter einer gegebenen Grösse (Nederlandse vertaling: Over het aantal priemgetallen beneden een gegeven grootte) is een seminaal tien pagina's tellend artikel door de Duitse wiskundige Bernhard Riemann. Riemann publiceerde dit artikel in de november 1859 editie van de Monatsberichte der Königlich Preussischen Akademie der Wissenschaften zu Berlijn. Het artikel geldt als een van de belangrijkste publicaties uit de geschiedenis van de wiskunde.
Het artikel bestudeert de priemgetal-telfunctie met behulp van analytische methoden. Hoewel dit het enige artikel is dat Riemann ooit heeft gepubliceerd over de getaltheorie, bevat het artikel ideeën die vanaf de late 19e eeuw tot op de huidige dag duizenden onderzoekers beïnvloed hebben. Het artikel bestaat hoofdzakelijk uit definities, heuristische argumenten, schetsen van bewijzen, en de toepassing van krachtige analytische methoden; al deze methoden zijn essentiële begrippen, concepten en instrumenten in de moderne analytische getaltheorie geworden.
Onder de nieuwe definities, ideeën en notatie die Riemann introduceerde waren:
- Het gebruik van de Griekse letter zèta ({\displaystyle \zeta }) voor een functie die eerder door Euler was genoemd.
- De analytische voortzetting van deze zèta-functie {\displaystyle \zeta (s)} naar alle complexe {\displaystyle s\neq 1}
- De gehele functie {\displaystyle \xi (s)}, gerelateerd aan de zèta-functie door de gammafunctie (of de {\displaystyle \pi }-functie in Riemanns spraakgebruik)
- De discrete functie {\displaystyle J(x)} gedefinieerd voor {\displaystyle x\geq 0} die werd gedefinieerd door {\displaystyle J(0)=0} en {\displaystyle J(x)} springt met{\displaystyle 1/n} bij elke priemmacht {\displaystyle p^{n}}. (Riemann noemt deze functie {\displaystyle f(x)}.)

Onder de bewijzen en schetsen van bewijzen:
- Twee bewijzen van de functionaalvergelijking van {\displaystyle \zeta (s)}.
- Een schets van een bewijs van de productrepresentatie van {\displaystyle \xi (s)}
- Een schets van een bewijs van de benadering van het aantal wortels van {\displaystyle \xi (s)}, waarvan de imaginaire delen tussen 0 en {\displaystyle T} liggen.

Onder de vermoedens die hij in dit artikel uitte:
- De Riemann-hypothese, dat alle (niet-triviale) nullen van {\displaystyle \zeta (s)} een reëel deel van 1/2 hebben. Riemann formuleerde dit in termen van de wortels van de gerelateerde {\displaystyle \xi }-functie, "... es ist sehr wahrscheinlich, dass alle Wurzeln reell sind Hiervon wäre allerdings ein strenger Beweis zu wünschen;. Ich habe indess die Aufsuchung desselben nach einigen flüchtigen vergeblichen versuchen vorläufig bei Seite gelassen, da er für den nächsten Zweck meiner Untersuchung entbehrlich Schien. "Dat wil zeggen, "het is zeer waarschijnlijk dat alle wortels reëel zijn. Men zou zich hiervoor een strikt bewijs wensen; Ik heb er echter na enige vluchtige vergeefse pogingen er voorlopig van afgezien [een dergelijk bewijs te leveren], aangezien [zo'n bewijs] niet nodig is voor de volgende doel van mijn onderzoek". (Hij besprak een versie van de zèta-functie, die was aangepast zodat haar wortels reëel zijn in plaats van op de kritieke lijn liggen.)

Nieuwe methoden en technieken die hij in de getaltheorie introduceerde:
- Functionaalvergelijkingen die voortvloeien uit automorfe vormen
- Analytische voortzetting (hoewel niet in de geest van Weierstrass)
- Contourintegratie
- Stelling over Fourier-inversie.

Riemann sprak ook over de relatie tussen {\displaystyle \zeta (s)} en de verdeling van de priemgetallen. Hij gebruikte de functie {\displaystyle J(x)} als een maat voor de Stieltjes-integratie. Hij behaalde vervolgens het belangrijkste resultaat van zijn artikel, een formule voor {\displaystyle J(x)}, door het te vergelijken met {\displaystyle \ln(\zeta (s))}. Riemann vond vervolgens een formule voor de priemgetal-telfunctie {\displaystyle \pi (x)} (die hij{\displaystyle F(x)} noemt). Hij merkt op dat zijn vergelijking het feit verklaart dat {\displaystyle \pi (x)} langzamer groeit dan de logaritmische integraalfunctie, zoals ook was gevonden door Carl Friedrich Gauss en Carl Wolfgang Benjamin Goldschmidt.
Het artikel bevat enkele bijzonderheden, die moderne lezers niet gewend zijn, zoals het gebruik van {\displaystyle \pi (s-1)} in plaats van {\displaystyle \Gamma (x)}, het schrijven van {\displaystyle tt} in plaats van {\displaystyle t^{2}}, en het gebruik van grenzen van {\displaystyle \infty } tot {\displaystyle \infty } om een contourintegraal aan te duiden.

## Inhoud van het artikel op wikisource
Het artikel is terug te vinden op wikisource: Über die Anzahl der Primzahlen unter einer gegebenen Größe